# سلول مکانی

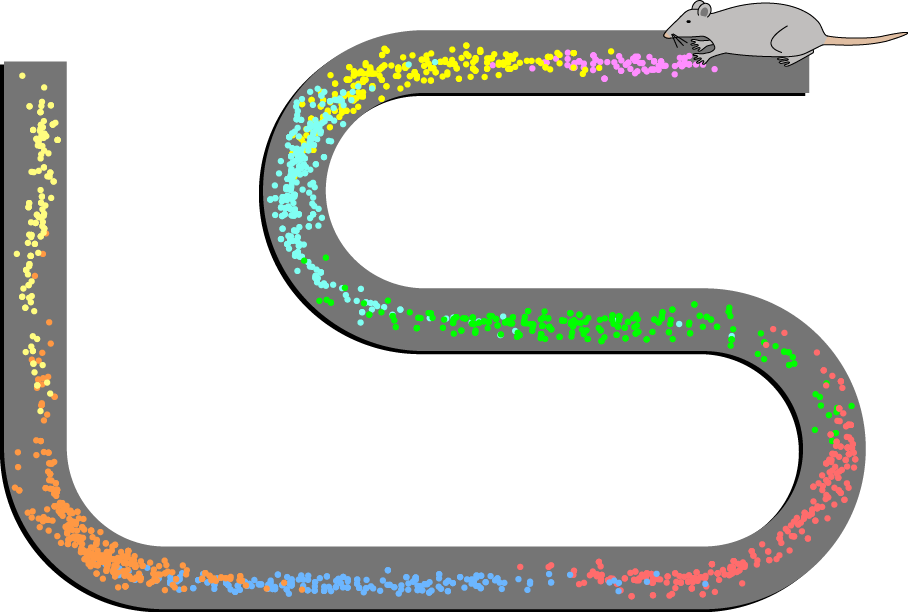
الگوهای پاسخ مکانی مربوط به ۸ سلول مکانی که از لایه CA1 یک موش ثبت شده‌اند. موش در امتداد یک مسیر شیبدار جلو و عقب می‌رود و سر هر پیچی با توقفی کوتاه یک پاداش غذایی کوچک دریافت می‌کند. نقاط رنگی موقعیت‌هایی را نشان می‌دهند که اسپایک‌ها ثبت شده‌اند، هرکدام از رنگ‌ها نشانگر نورونی هستند که پتانسیل عمل از آن ساطع می‌شود.

سلول مکانی نوعی نورون هرمی درون هیپوکامپ است که با وارد شدن حیوان به مکانی خاص در محیط خود، که به عنوان میدان محل شناخته می‌شود، فعال می‌شود. به نظر می‌رسد سلول‌های مکانی به صورت جمعی یک بازنمایی از مکانی خاص در فضا را می‌سازند که به عنوان یک نقشه شناختی شناخته می‌شود. سلول‌های مکانی با انواع دیگر نورون‌ها در هیپوکامپ و مناطق اطراف کار می‌کنند تا این نوع پردازش مکانی را انجام دهند. آنها در حیوانات مختلفی از جمله جوندگان، خفاش‌ها، میمون‌ها و انسان‌ها یافت شده‌اند.
جایزه نوبل فیزیولوژی یا پزشکی سال ۲۰۱۴، به ادوارد و می-بریت موزر برای کشف سلولهای شبکه به جان اوکیه برای کشف سلول‌های مکانی اعطا شد.

سلول‌های شبکه و سلول‌های محل با هم کار می‌کنند تا موقعیت حیوان را تعیین کنند

سلولهای مکانی در هیپوکامپ یافت می‌شوند، ساختاری در لوب تمپورال میانی مغز.

فعالیت عصبی سلولهای مکانی در رابطه ای تنگاتنگ از لحاظ زمانی با امواج تتایی که در همان محدوده هستند عمل می‌کنند. فرایندی که به پیش روی فاز نامیده می‌شود. پس از ورود به یک میدان مکانی، سلول‌های مکانی در یک فاز بخصوص از موج‌های تتا پشت سر هم پتانسیل عمل ایجاد می‌کنند. هرچه حیوان در میدان مکان به پیش می‌رود این اسپایک‌های پیاپی، به تدریج در فازهای زودتری از موج تتا اتفاق می‌افتد. تصور می‌شود که این پدیده دقت کد شدن مکان در فعالیت عصبی را افزایش می‌دهد و به پلاستیسیتی سیستم عصبی کمک می‌کند، که برای یادگیری لازم است.
سلولهای مکانی برای اولین بار در موشها کشف شدند، اما سلولهای مکانی و سلولهای مشابه مکانی در تعدادی از حیوانات مختلف از جمله جوندگان، خفاشها و پستانداران یافت شده‌اند. علاوه بر این، شواهدی در مورد سلول‌های مکانی در انسان در سال ۲۰۰۳ یافت شد.

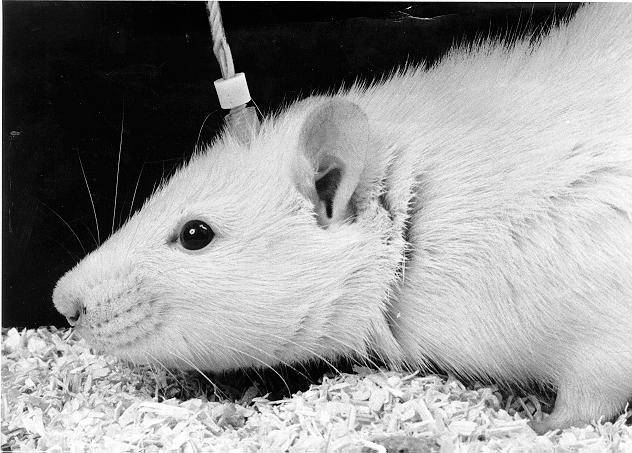
موش با الکترود کاشته شده

موشها و رت‌ها معمولاً به عنوان حیوانات مدل برای تحقیقات سلولهای مکانی مورد استفاده قرار می‌گیرند. رت‌ها به ویژه پس از توسعه الکترودهای چندکاناله، که به ضبط همزمان تعداد زیادی از سلولها امکان‌پذیر است، رواج یافت. با این حال، موش‌ها این مزیت را دارند که طیف بیشتری از انواع ژنتیکی آنها در دسترس است. علاوه بر این می‌توان موش‌ها را با محدود کردن سر آنها ثابت کرد، و به همین خاطر این امکان وجود دارد که با استفاده از تکنیک‌های میکروسکوپی مستقیماً به مغز نگاه کرد. اگرچه موشها و رت‌ها دارای دینامیک مشابه برای سلول‌های مکانی هستند، اما موشها دارای سلولهای مکانهای کوچکتر و در یک محدوده حرکت مشابه تعداد بیشتری میدان مکانی به ازای هر سلول دارند.
علاوه بر موش‌ها و رت‌ها، سلول‌های محل نیز در چانه ماهی‌ها یافت شده‌اند.